# John Snow (medico)
John Snow (York, 15 marzo 1813 – Londra, 16 giugno 1858) è stato un medico ed epidemiologo britannico, considerato tra i pionieri nel campo dell'anestesia, dell'igiene in medicina e dell'epidemiologia (in seguito al suo lavoro di comprensione delle cause dell'epidemia di colera a Broad Street del 1854).
Portano il suo nome il John Snow College, fondato nel 2001 presso la University of Durham's Queen's Campus a Stockton-on-Tees e la ditta di ricerca e di consulenza per la sanità pubblica John Snow, Inc. È inoltre rappresentato nello stemma del Royal College of Anaesthetists.

## Famiglia, infanzia e formazione
Nato nel 1813 a York in Inghilterra, era il primo di nove figli di William e Frances Snow, all'epoca residenti in uno dei più poveri quartieri della città, tra l'altro minacciato di continuo dalle inondazioni da parte del vicino rio Ouse.
Il padre lavorava nella industria del carbone, ma in seguito all'acquisto di terreno riuscì a migliorare la propria posizione sociale.
A York frequentò la scuola fino a 14 anni, diventando poi apprendista di William Hardcastle, un chirurgo e ostetrico di Newcastle-upon-Tyne e poi presso il fisico George Stephenson e la sua famiglia.
W. Hardcastle era un ottimo amico di uno zio di John Snow, Charles Empson. A sua volta Charles Empson era compagno di scuola di Robert Stephenson, il che spiega il perché Snow abbia fatto l'apprendista così lontano da York.
Quando nella regione si diffuse un'epidemia di colera, Snow venne impiegato nella cura dei malati a Killingworth, facendo così la sua prima esperienza con questa malattia.

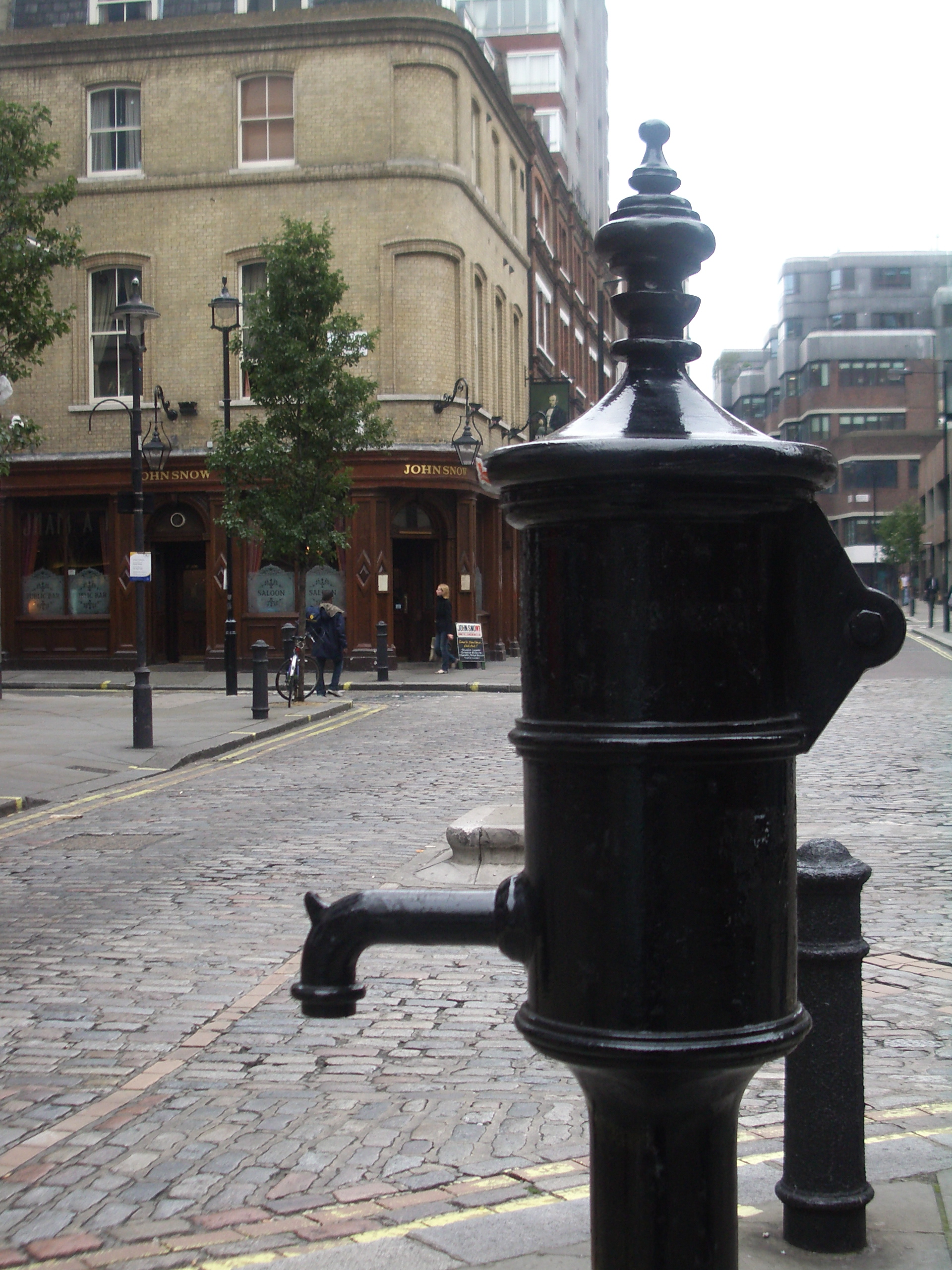
Monumento a John Snow e pub a lui dedicato, caso curioso in quanto il medico era un teetotaler (non beveva alcolici)

Successivamente Snow lavorò come chirurgo presso la miniera. 
Nel 1833 lascia Newcastle e per un anno è assistente del medico John Watson in Burnopfield, Durham presso Newcastle.
Nel 1834, dopo un breve rientro a York, si trasferisce a Pateley Bridge un piccolo villaggio dello North Yorkshire dove è assistente del farmacista Joseph Warburton.
Già durante questo periodo Snow diventa vegetariano. 
Nell'ottobre 1836, dopo un ulteriore breve rientro a York, Snow diventa studente della Hunterian School of Medicine di Great Windmill Street a Londra (per raggiungere il quale fa una marcia a piedi da York a Londra passando da Liverpool, Wales e Bath).
Un anno dopo, nel 1837, comincia a lavorare presso il Westminster Hospital e il 2 maggio 1838 viene ammesso come membro del Royal College of Surgeons of England. Nell'ottobre 1838 sostiene positivamente l'esame per farmacista. 
Diventa membro della Westminster Medical Society, dove seguiva le letture fin dall'aprile 1837. Inizialmente non ha uno studio proprio e comincia a praticare presso lo Charing Cross Hospital.
Nel 1838 e 1839 pubblica diversi articoli nel The Lancet e nel London Medical Gazette. 
Nel 1841 comincia presentare i suoi risultati di ricerca e le sue invenzioni davanti alla Medical Westminster Society.
Nel 1841 tiene tre di queste conferenze, successivamente pubblicate nella London Medical Gazette. La prima, il 13 marzo, era sulla deformazione della cassa toracica e della spina dorsale dei neonati. La seconda sulle concause nella morte per asfissia. La terza, il 16 ottobre, riguardava un apparecchio di sua invenzione per la respirazione artificiale dei neonati. Tale invenzione era innovativa in quanto non si limitava a far entrare aria nuova tramite il naso, ma contemporaneamente aspirava l'aria viziata attraverso la bocca, inoltre un meccanismo impediva che l'aria entrasse nel torace. Negli anni successivi tenne delle conferenze sul ruolo dei capillari polmonari per lo scambio di ossigeno tra l'aria respirata e il sistema sanguigno (il 21 gennaio e il 4 febbraio 1843) e una conferenza su un caso di avvelenamento da carbonato di piombo (19 novembre 1844).
Il 20 dicembre 1844 diventa dottore in medicina presso l'Università di Londra.
Durante il 1845 si ammalò ai reni e dopo la convalescenza fece un viaggio a Beckington e all'isola di Wight. Nel 1846 torna a Londra e nell'aprile riceve un posto come docente (Lecturer) per medicina legale presso la Aldersgate School of Medicine dove insegnò per tre anni prima che la scuola venisse chiusa.

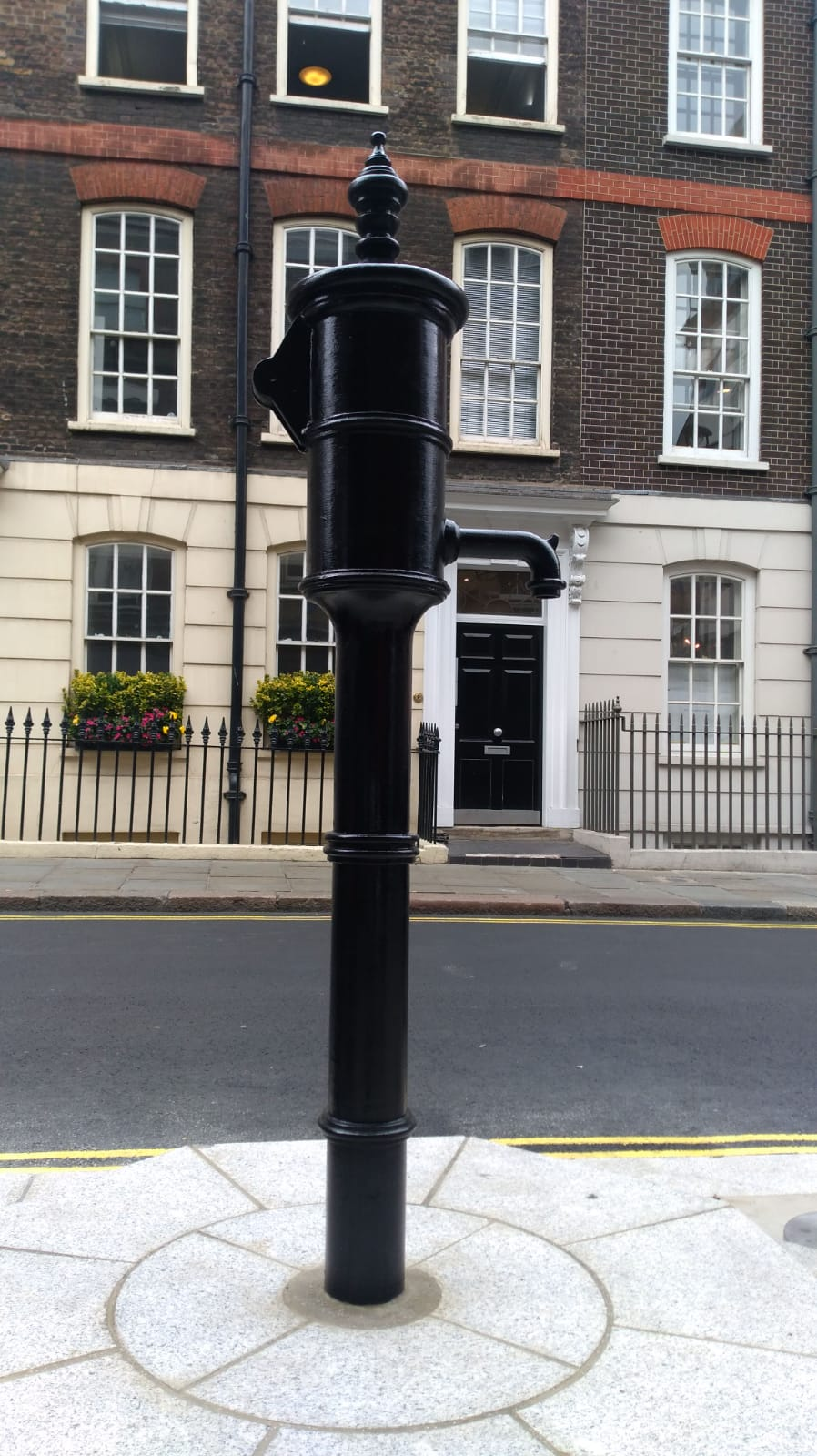
Dal 20 Luglio 2018 il monumento commemorativo è stato spostato davanti al pub John Snow, collocandolo così in prossimità dell'incrocio in cui sorgeva la pompa ad acqua che diede origine all'epidemia di colera

## Anestesia e narcosi
Nel 1846 si diffonde velocemente la notizia che nell'ottobre di quell'anno William Thomas Green Morton aveva praticato con successo in pubblico una anestesia con etere (tecnica introdotta nel 1842 da Crawford Williamson Long ). Il 28 dicembre dello stesso anno John Snow era presente ad una tale presentazione pubblica presso l'odontoiatra James Robinson.
Grazie alle sue precedenti ricerche sull'asfissia e sul sistema di scambio polmoni-sangue, Snow riuscì a migliorare il sistema nel giro di tre settimane sviluppando un apparecchio per la evaporazione e inalazione dell'etere.
Grazie ad esperimenti su animali e su se stesso riuscì a stabilire delle fondamentali relazioni riguardanti il dosaggio del narcotico, la concentrazione del principio attivo nel sangue e i sintomi della sua efficacia. Queste sue nuove conoscenze gli permisero di applicare la nuova tecnica durante le sedute operatorie presso gli ospedali di St. George e della University College, convincendo i suoi colleghi, piuttosto scettici, della praticabilità del nuovo metodo.
Dal 1847 rende noto al pubblico il suo metodo con conferenze e pubblicazioni, che sono oggi considerate come fondanti la scienza dell'anestesia.
A Edimburgo, nel 1847, James Young Simpson scopre l'effetto narcotico del cloroformio,
e ben presto anche Snow comincia a studiarlo ed usarlo scrivendo articoli fin dal 1848.
Grazie a queste sue innovazioni nel campo dell'anestesia, Snow raggiunge una ottima reputazione presso i medici londinesi e nel 1850 viene ammesso al Royal College of Physicians, nel 1856 diventa presidente della Westminster Medical Society e 1857 membro del consiglio della Royal Medical and Chirurgical Society of London. 
I suoi successi convincono anche la casa reale: nel 1853 viene chiamato per anestetizzare la regina Vittoria durante il parto del principe Leopoldo, così come pure nel 1857 in occasione della nascita della principessa Beatrice.
Questi suoi due interventi aiutarono ad aumentare l'accettazione dell'anestesia ostetrica.

## L'epidemia di colera a Soho nel 1854
Snow deve la sua attuale notorietà per aver studiato la diffusione dell'epidemia di colera del 1854 a Soho ipotizzando la sua diffusione a causa di una pompa di distribuzione dell'acqua.
Durante la sua ricerca delle cause dell'epidemia, utilizzò una piantina di Londra con la diffusione dei casi nei diversi periodi. Questo metodo gli permise di notare che i casi si concentravano attorno ad una pompa dell'acqua nel distretto di Soho. Bloccando il funzionamento della pompa riuscì a fermare il diffondersi della malattia.
Snow pubblicò i risultati delle sue ricerche in un'opera (On the Mode of Communication of Cholera) che venne fortemente criticata, in particolar modo da The Lancet, una rivista medica molto autorevole. La pompa venne successivamente rimessa in funzione, non considerando le tesi di Snow valide.
Morì improvvisamente a 45 anni, noto a quel tempo molto più per i suoi lavori concernenti l'anestesia che non per quelli epidemiologici.
Le ricerche successive dimostrarono che le sue ipotesi sulla trasmissione del colera erano corrette.
Nel 1883 Robert Koch dimostrò l'ipotesi batteriologica e nel 1890 John Simon, allora ministro della sanità,
riconobbe l'apporto fondamentale di Snow. Le ricerche di Snow spiegarono anche perché il colera colpisse di meno gli ebrei e i birrai. I primi perché usavano lavarsi le mani più spesso degli altri, interrompendo così il ciclo-orofecale. I secondi perché bevevano principalmente birra, la cui produzione comporta un processo di pastorizzazione.
Il suo libro On the Mode of Communication of Cholera venne ripubblicato nel 1930, come riconoscimento della sua attività pionieristica per l'epidemiologia.
La John Snow Society venne fondata nel 1993 per promuovere la conoscenza dell'opera di Snow. I suoi membri,
durante la Annual Pumphandle Lecture in England, rimuovono e poi rimpiazzano una pompa d'acqua, per simboleggiare la continua sfida che devono affrontare i progressi nei confronti della sanità pubblica.